# 胡玉亭
胡玉亭（1964年7月—），山西五台人，中华人民共和国政治人物。北京钢铁学院冶金系钢铁冶金专业毕业，西安交通大学工程硕士，北京大学光华管理学院工商管理硕士。现任中共吉林省委副书记、吉林省人民政府省长，是中共第二十届中央委员。

## 生平

### 山西
1986年7月加入中国共产党，同年8月参加工作，任太原钢铁公司第三炼钢厂冶炼工段班长。1989年9月，任太原钢铁公司第三炼钢厂技术科技术员。1990年10月，任太原钢铁公司第三炼钢厂技术科科长。1994年7月，任太原钢铁公司技术处炼钢科科长。1996年6月，任太原钢铁集团技术处不锈钢科科长。1998年4月，任太原钢铁集团钢研所副所长。1999年9月，任太原钢铁集团不锈钢公司炼钢厂厂长。2000年12月，任太原钢铁集团副总工程师。2002年2月，任太原钢铁集团总工程师。2008年5月，任太原钢铁集团党委常委、副董事长、总经理。
2011年7月，任中共大同市委常委（正厅长级），同年8月兼任大同市人民政府副市长。2012年1月，任山西省经济和信息化委员会党组书记，同年3月兼任主任职务。2013年7月，任中共晋中市委副书记、晋中市人民政府代市长（2014年3月正式当选为市长）。2016年7月，任中共晋中市委书记。
2018年1月，时任中共晋中市委书记的胡玉亭在山西省政协十二届一次会议就坐主席台，已跻身副省级干部行列，同年2月职务明确为中共山西省委常委、秘书长，省直工委书记，接班调任重庆的王赋。2018年2月24日，当选为第十三届全国人大代表。2019年4月，改任中共山西省委常委，山西省人民政府党组副书记、常务副省长。

### 辽宁
2021年6月，胡玉亭离开长期工作的山西，调任中共辽宁省委常委、大连市委书记，同年10月任中共辽宁省委副书记、大连市委书记。2022年10月，当选为中国共产党第二十届中央委员会委员。

### 吉林
2023年4月1日，调任中共吉林省委委员、常委、副书记，同年4月2日任吉林省人民政府副省长、代省长。5月6日，经吉林省人大选举为省长。